# Folha Fede
Folha Fede és una localitat de São Tomé i Príncipe. Es troba al districte de Mé-Zóchi, al nord-est de l'illa de São Tomé. La seva població és de 863 (2008 est.).

## Evolució de la població
| 2001 | 2008 |
| 757  | 863  |

## Clubs esportius
- Os Dinâmicos - jugava en la primera divisió de la Lliga de São Tomé de futbol en la temporada 2015